# Lesothos nationalsång
Lesothos nationalsång heter Lesotho fatŝe la bontat'a rona ("Lesotho, våra fäders land"), och har text av den franske missionären François Coillard och melodi av Ferdinand-Samuel Laur. Den antogs som nationalsång 1 juni 1967. Den ursprungliga texten hade fem verser, men idag används endast två då de tre mittersta har bedömts som otidsenliga och strukits.